# Pływanie synchroniczne na Igrzyskach Europejskich 2015
Pływanie synchroniczne  na Igrzyskach Europejskich 2015 – podczas rozgrywanych w Baku pierwszych igrzysk europejskich 150 sportowców rywalizowało w dwóch konkurencjach olimpijskich (konkurs duetów i drużynowy) oraz dwóch nieolimpijskich (konkurs indywidualny i kombinacja dowolna). Zawody odbyły się w dniach 12–16 czerwca w Bakijskim Ośrodku Sportów Wodnych (Bakı Su İdmanı Mərkəzi).

## Kwalifikacje
Spośród 150 miejsc 10 przyznano gospodarzowi – Azerbejdżanowi, zaś dalsze 10 rozdysponowano jako „dzikie karty”. Jeden komitet narodowy mógł desygnować maksymalnie 12 zawodniczek uczestniczących w Igrzyskach (gospodarz 10). Kwalifikacje oparto na mistrzostwach Europy w pływaniu synchronicznym juniorów – federacja europejska przyznała „limity” komitetom narodowym na podstawie łącznej klasyfikacji dwóch ostatnich edycji mistrzostw.

## Kalendarz
| OC | Ceremonia otwarcia | ● | Eliminacje | 1 | Finały | CC | Ceremonia zamknięcia |

| Czerwiec                 | 12 Pią | 13 Sob | 14 Nie | 15 Pon | 16 Wto | 17 Śro | 18 Czw | 19 Pią | 20 Sob | 21 Nie | 22 Pon | 23 Wto | 24 Śro | 25 Czw | 26 Pią | 27 Sob | 28 Nie | Konkurencje |
| ------------------------ | ------ | ------ | ------ | ------ | ------ | ------ | ------ | ------ | ------ | ------ | ------ | ------ | ------ | ------ | ------ | ------ | ------ | ----------- |
| Pływanie · synchroniczne | ●      | ●      | ●      | 2      | 2      |        |        |        |        |        |        |        |        |        |        |        |        | 4           |

## Rezultaty
| Konkurencja                    | Złoto | Rezultat | Srebro | Rezultat | Brąz | Rezultat |
| Indywidualnie (szczegóły)      | Anisija Nieborako | 170,9924 | Berta Ferreras Sanz | 162,9758 | Anna-Maria Alexandri | 162,4333 |
| Duety (szczegóły)              | Walerija Filenkowa Daria Kułagina | 169,0568 | Anna-Maria Alexandri Eirini-Marina Alexandri | 162,8395 | Jana Nariżna Jełyzaweta Jachno | 161,6500 |
| Drużyny (szczegóły)            | Walerija Filenkowa Maja Gurbanbierdijewa Wieronika Kalinina Darja Kułagina Anna Łarkina Anisija Nieborako Marija Niemczinowa Maria Sałmina Anastasija Archipowska Jelizawieta Owczinnikowa | 169,0992 | Julia Echeberria Esquivel Berta Ferreras Sanz Helena Jaumà Lluch María del Carmen Juárez Campos Emilia Luboslavova Boneva Raquel Estefanía Navarro Fernández Itziar Sánchez-Guardamino Irene Toledano Carmelo Sara Saldaña López Lidia Vigara Rodrigo | 162,0406 | Wałerija Aprielewa Wałerija Bereżna Weronika Hryszko Jana Nariżna Alina Szynkarenko Kateryna Tkaczowa Jełyzaweta Jachno Hanna Josipowa | 159,0860 |
| Kombinacja dowolna (szczegóły) | Anastasija Archipowska Walerija Filenkowa Maja Gurbanbierdijewa Wieronika Kalinina Darja Kułagina Anna Łarkina Anisija Nieborako Marija Niemczinowa Jelizawieta Owczinnikowa Maria Sałmina | 90,2333  | Julia Echeberria Esquivel Berta Ferreras Sanz Helena Jaumà Lluch María del Carmen Juárez Campos Emilia Luboslavova Boneva Raquel Estefanía Navarro Fernández Sara Saldaña López Itziar Sánchez-Guardamino Irene Toledano Carmelo Lidia Vigara Rodrigo | 87,7333  | Wałerija Aprielewa Wałerija Bereżna Weronika Hryszko Jana Nariżna Alina Szynkarenko Kateryna Tkaczowa Jełyzaweta Jachno Hanna Josipowa | 86,8667  |

## Tabela medalowa
| Miejsce | Państwo   | Złoto | Srebro | Brąz | Razem |
| ------- | --------- | ----- | ------ | ---- | ----- |
| 1       | Rosja     | 4     | 0      | 0    | 0     |
| 2       | Hiszpania | 0     | 3      | 0    | 3     |
| 3       | Austria   | 0     | 1      | 1    | 2     |
| 4       | Ukraina   | 0     | 0      | 3    | 3     |
| Razem   | Razem     | 4     | 4      | 4    | 12    |